# Oligostigma exhibitalis
Oligostigma exhibitalis là một loài bướm đêm trong họ Crambidae.